# ЭпиВакЭбола
«ЭпиВакЭбола» — российская вакцина против геморрагической лихорадки Эбола, разработанная государственным научным центром вирусологии и биотехнологии «Вектор» совместно с Новосибирским институтом органической химии СО РАН. Вакцина основана на пептидах и является однокомпонентной. Впервые была представлена в июне 2019 года на международной конференции по вопросам вакцинации против лихорадки Эбола в Демократической Республике Конго. Название вакцина получила от названия фирмы «ЭпиВак», владеющей правами на бренд «ЭпиВакЭбола».
Условия соблюдения холодовой цепи вакцины — от +2 до +8 °С.

## Разработка и испытания
Заявка на регистрацию вакцины «ЭпиВакЭбола» в России была подана 24 ноября 2016 года. Доклинические испытания вакцины I, II и III фазы на добровольцах были проведены в 2016 году. В испытаниях участвовали 360 добровольцев, жизни которых были застрахованы на сумму более 480 млн рублей. Статья с результатами клинических испытаний была опубликована в 2017 году в российском научном журнале «Инфекция и иммунитет» под названием «Вакцина против лихорадки Эбола „ЭпиВакЭбола“: результаты доклинического исследования иммуногенности и безопасности». 27 февраля 2018 года в России была зарегистрирована торговая марка «ЭпиВакЭбола», а 26 марта 2018 года — вакцина с одноимённым названием. 12 ноября 2019 года было начато производство вакцины для Демократической Республики Конго. В 2019 году рассматривался вопрос преквалификации вакцины в ВОЗ. Дальнейшее внедрение вакцины было приостановлено из-за прекращения финансирования.
«ЭпиВакЭбола» заняла в «Роспатенте» первое место в списке самых интересных изобретений за 2019 год.